# انگل‌برگر آ
انگل‌برگر آ (به انگلیسی: Engelberger Aa) رودخانه‌ای است که در سوئیس جریان دارد.